# Karl Helm
Karl Hermann Georg Helm, född 19 maj 1871, död 9 september 1960 i Marburg, var en tysk språk-, religions- och kulturforskare.
Helm var professor vid Marburgs universitet 1921–1936. Hans huvudarbete var Altgermanische Religionsgeschichte (1913–1937).